# أولاد العاجي (أولاد اتخيل)
أولاد العاجي هو دُوَّار يقع بجماعة سيدي محمد بن الحسن، إقليم تاونات، جهة فاس مكناس في المملكة المغربية. ينتمي الدوّار لمشيخة أولاد اتخيل التي تضم 31 دوار. يقدر عدد سكانه بـ 283 نسمة حسب الإحصاء الرسمي للسكان والسكنى لسنة 2004.

## روابط خارجية
- البوابة الوطنية للجماعات الترابية
- المندوبية السامية للتخطيط